# Бергшрунд

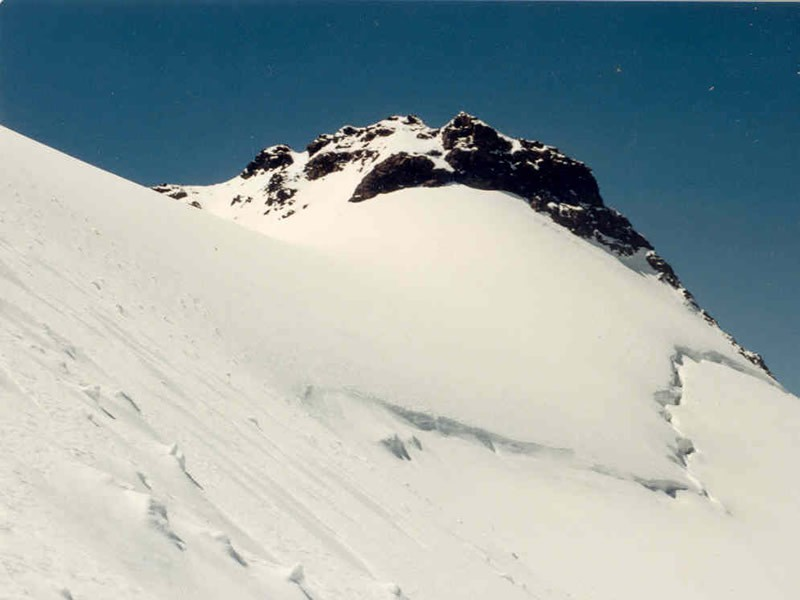
Бергшрунд

Перетин льодовика, що демонструє утворення бергшрунда.

Бергшрунд (нім. Bergschrund) - тріщина в сніжно-льодовому схилі, що формується при відриві важкої нижньої частини, що рухається разом з льодовиком, від нерухомого сніжно-фірнового схилу у верхній частині. Зазвичай розташовується на початку льодовика, або на бортах льодовика (див. також ранклюфт). Ширина тріщини може становити від декількох сантиметрів до декількох метрів. Іноді бергшрунд доходить до корінної підстильної породи і його глибина може становити більше 100 метрів. Верхня стінка бергшрунду часто має нависання і складається з снігу, що сильно ускладнює її подолання знизу-вгору.
Взимку бергшрунд часто закритий снігом (наприклад з лавин що спускаються зі скель над ним), у другій половині літа через танення снігу є серйозною перешкодою для альпіністів, так як при відсутності сніжного моста його досить важко подолати.